# Pierre-Gilles de Gennes
Pierre-Gilles de Gennes (24 de octubre de 1932 - 18 de mayo de 2007) fue un físico francés ganador del Premio Nobel de Física en 1991.
Nació en París, Francia. Gennes estudió en la École Normale Supérieure. Después de dejar la École en 1955, se convirtió en ingeniero investigador en el centro de Saclay del Commissariat à l'Énergie Atomique, trabajando principalmente en dispersión de neutrones y magnetismo con A. Abragam y J. Friedel. Obtuvo su doctorado en 1957.
Fue premiado con la Medalla Lorentz y el Premio Wolf en 1990. Fue director de la histórica École Supérieure de Physique et de Chimie Industrielles de la Ville de Paris (ESPCI), desde 1976 hasta 2002.
Recibió el Premio Nobel de Física en 1991 por "el descubrimiento y desarrollo de métodos avanzados para estudiar los fenómenos simples de los materiales, para crear formas más complejas de materia, en particular, cristales líquidos y polímeros".
Ha trabajado en material granular y en la naturaleza de los objetos en la memoria en el cerebro. Falleció el 23 de mayo de 2007.